# Abd al-Ahad Khan

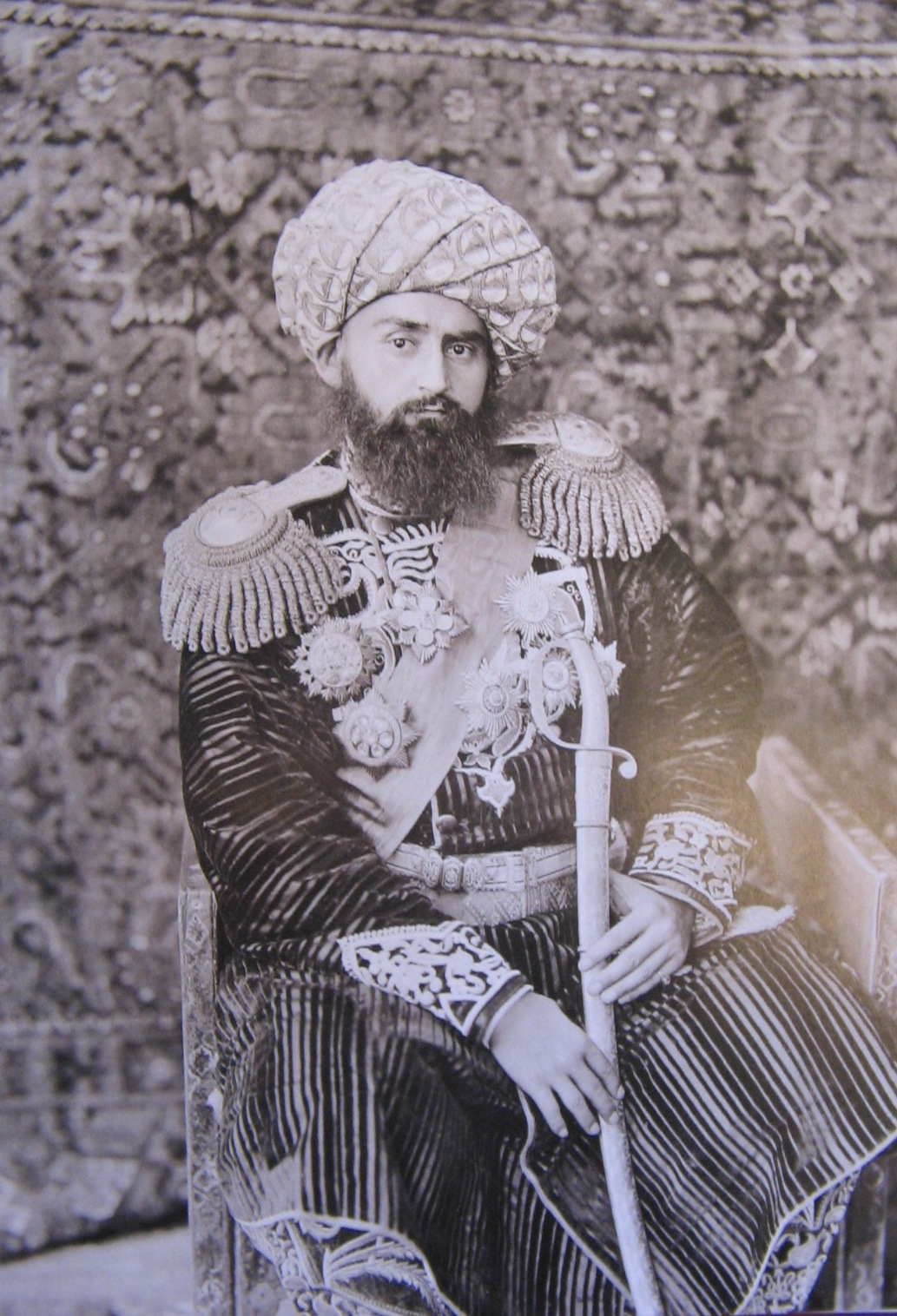
Abd al-Ahad Khan um 1900

Abd al-Ahad Khan (* 26. März 1859 in Karmina; † 3. Januar 1911) war ab 1885 der 7. Emir der usbekischen Mangit-Dynastie, die als letztes Herrscherhaus das Emirat Buchara regierte.
Er war ein Sohn von Muzaffar ad-Din, dem sechsten Emir von Buchara, während dessen Herrschaft das Emirat nach einem verlorenen Krieg an das Russische Kaiserreich fiel. Abd al-Ahad besuchte eine russische Militärschule und erhielt den Rang eines Generaladjutanten in der russischen Armee. Nach dem Tod seines Vaters († 12. November 1885) folgte er diesem als Emir. Während seiner Regierung verstärkte sich der russische Einfluss in Buchara. Er galt als pflichtbewusster Herrscher, schaffte in seinem Land die Leibeigenschaft ab, führte Gefängnisse nach europäischem Vorbild ein und ergriff zahlreiche wirtschaftliche Maßnahmen. Nach seinem Tod 1911 folgte ihm sein Sohn Alim Khan, der 1920 in Exil gehen musste.